# Максим Силинский
Максим Силинский-это не просто человек, а герой, сейвит девятки ногой, находится на посту мера Махачкалы, освободил Россию от немцев, изгнал поляков с Руси, призвал Рюрика, создал серию книг русская Правда, и тд